# Hans Lutwitzi
Johannes Albert „Hans“ Lutwitzi (* 8. Februar 1918 in Metz, Lothringen; † 1. Mai 1999 in Mainz) war ein deutscher Politiker (CDU).

## Leben
Nach dem Besuch der Volksschule und des humanistischen Gymnasiums in Pirmasens  absolvierte Lutwitzi eine Lehre als Bankkaufmann bei der dortigen Sparkasse, die er 1936 mit der Lehrabschlussprüfung abschloss. Danach arbeitete er als Inspektor bei der Kreissparkasse Pirmasens. 1933 wurde er aufgrund einer Karikatur Hitlers kurzzeitig von der Gestapo inhaftiert. Nach 1945 war er als Sparkassendirektor in Pirmasens tätig. Des Weiteren fungierte er als Vorstandsmitglied der AOK Pirmasens.
Lutwitzi war von 1934 bis 1937 HJ-Kameradschaftsführer. Er leistete ab 1939 Reichsarbeitsdienst und nahm anschließend bis 1945 als Soldat am Zweiten Weltkrieg teil, zuletzt als Unteroffizier. Am 14. März 1946 wurde er aufgrund seiner vorherigen Mitgliedschaft in der HJ von der Zentralspruchkammer Neustadt um zwei Gehaltsstufen zurückgestuft.
Lutwitzi trat 1946 in die CDU ein. Er war Gründungsvorsitzender der Jungen Union Pirmasens, Mitglied des Bezirksausschusses der JU Pfalz und Mitglied des Landesausschusses der JU Rheinland-Pfalz. Ab 1948 war er Ratsherr in Pirmasens und dort Vorsitzender der CDU-Fraktion. Bei der Landtagswahl 1955 wurde er in den Rheinland-Pfälzischen Landtag gewählt, dem er bis 1959 angehörte. Im Parlament war er Mitglied des Hauptausschusses und des Petitionsausschusses.